# Schweiz herrlandslag i vattenpolo
Schweiz herrlandslag i vattenpolo (italienska: Nazionale di pallanuoto maschile della Svizzera) representerar Schweiz i vattenpolo på herrsidan. Laget gick till åttondelsfinal i olympiska sommarspelen 1920, 1924. och 1928.

### Fotnoter
1. ↑  Todor Krastev (19 mars 1920). ”Men Water Polo Olympic Games 1920 Antwerpen (BEL) - Winner Great Britain” (på engelska). Sport Statistics. Arkiverad från originalet den 27 juni 2015. https://web.archive.org/web/20150627055004/http://todor66.com/Water_Polo/Olympic/Men_1920.html. Läst 27 juni 2015.
2. ↑  Todor Krastev (19 mars 1924). ”Men Water Polo Olympic Games 1924 Paris (FRA) - Winner France” (på engelska). Sport Statistics. Arkiverad från originalet den 27 juni 2015. https://web.archive.org/web/20150627051025/http://todor66.com/Water_Polo/Olympic/Men_1924.html. Läst 27 juni 2015.
3. ↑  Todor Krastev (19 mars 1928). ”Men Water Polo Olympic Games 1928 Amsterdam (NED) - Winner Germany” (på engelska). Sport Statistics. Arkiverad från originalet den 29 juni 2015. https://web.archive.org/web/20150629172628/http://todor66.com/Water_Polo/Olympic/Men_1928.html. Läst 27 juni 2015.